# Azzone
Azzone ist eine italienische Gemeinde (comune) mit 357 Einwohnern (Stand 31. Dezember 2023) in der Provinz Bergamo, Region Lombardei.

## Geographie
Azzone liegt etwa 45 km nordöstlich der Provinzhauptstadt Bergamo und 90 km nordöstlich der Millionen-Metropole Mailand und umfasst die Fraktionen Dezzo di Scalve und Dosso. Die Nachbargemeinden sind Angolo Terme (BS), Borno (BS), Colere, Schilpario und Vilminore di Scalve.